# Parerupa africana
Parerupa africana là một loài bướm đêm trong họ Crambidae.